# Campionato svizzero di hockey su ghiaccio 1920-1921

## Campionato Internazionale

### Partecipanti
Château-d'Œx · 
 Rosey-Gstaad · 
 St. Moritz · 
 Bellerive Vevey

### Verdetti
| Campionato Internazionale 1920-1921 |
| ----------------------------------- |
| Rosey-Gstaad                        |

## Campionato Nazionale

### Partecipanti
Akademischer EHC Zürich · 
 Château-d'Œx · 
 Engelberg · 
 La Villa Ouchy · 
 Rosey-Gstaad · 
 Bellerive Vevey · 
 FC/HC Zürich

### Verdetti
| Campionato Nazionale 1920-1921 |
| ------------------------------ |
| Rosey-Gstaad                   |